# Dona Jura
Dona Jurema Cordeiro, mais conhecida como Dona Jura, é uma personagem criada por Glória Perez para a telenovela O Clone. A atriz que incorporou a personagem, Solange Couto, tinha 45 anos quando a interpretou, e a personagem – marcante e polêmica – lançou um bordão famoso que logo se espalhou nos lares brasileiros: "Não é brinquedo, não!"
Dona Jura trouxe reconhecimento à atriz Solange Couto, que chegou a declarar em entrevista que antes da personagem era conhecida como "aquela atriz 'morena' e grande que faz aquele personagem". Depois da Dona Jura, virou definitivamente Solange Couto."
| “ | Até hoje as pessoas repetem o 'não é brinquedo, não!', meu bordão naquela novela. | ” |

A personagem retornou em 2025 como participação especial na telenovela Dona de Mim.

## Características da personagem
A personagem Jura é uma mãe dedicada e uma mulher trabalhadora, que cuida de seu filho Xande.
Viúva e dona de um bar muito frequentado pelos moradores, cujo pastel é o mais saboroso e apreciado do bairro, Dona Jura é patroa de Aninha e do bisbilhoteiro Basílio, que vive contando todas as fofocas a ela. Ela também conhece Tião, um aproveitador que ela vive cuidando (o qual certa vez ela colocou para fora). Seu filho se dá muito mal com ele.
Dona Jura se preocupa muito com o filho, ex-lutador de vale-tudo, que depois de perder uma luta, foi trabalhar como segurança para Mel, filha da ambiciosa Maysa. No princípio Mel odeia Xande, mas depois eles se apaixonam e vão morar juntos, embora Maysa queira separar os dois. Após Xande ter sido preso, Jura vai brigar com Maysa e as duas se desentendem.
Mais tarde Jura começa a se dar bem com Mel, e após ela ir para o mundo das drogas, Jura a aconselha a largar as drogas.